# Idiosoma mcnamarai
Idiosoma mcnamarai es una especie de araña migalomorfa del género Idiosoma, familia Idiopidae. Fue descrita científicamente por Rix & Harvey en 2018.
Esta especie habita en Australia Occidental. El holotipo masculino mide 18,4 mm y el paratipo femenino 26,0 mm.